# Cronografia del 354

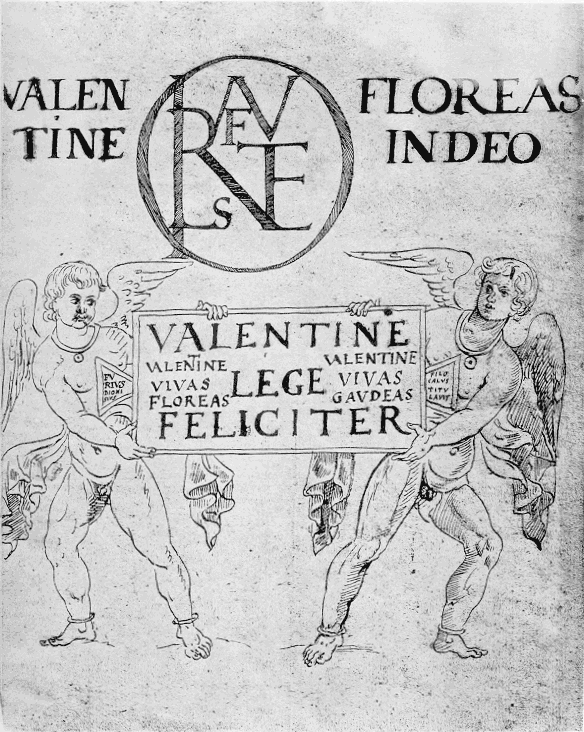
Pàgina inicial. El text diu: "Valentinus, que Déu et doni prosperitat", "Furius Dionysius Filocalus va il·lustrar aquesta obra", "Valentinus, va gaudir llegint això", "Valentinus, que tinguis una vida llarga i pròspera", "Valentinus, que tinguis una vida llarga i plena d'alegires".

La Cronografia del 354 és un manuscrit il·lustrat també conegut amb el nom de Calendari del 354 o com el Calendari Filocalus. És el còdex il·lustrat més antic dels que es conserven en l'actualitat. També és el calendari més antic on surt senyalada la festivitat del Nadal. Es pot consultar per internet.

## La còpia i l'original
El manuscrit que ha arribat als nostres dies és una còpia. L'obra original no s'ha trobat, però es creu que encara existia en temps de Carlemany, potser al segle vii o segle viii En el seu moment se'n devien fer diverses còpies, amb il·lustracions i sense, que més endavant es devien tornar a copiar durant el Renaixement.
D'entre les il·lustrades, la còpia més fidedigna és la que conté dibuixos del segle xvii fets amb ploma i està inclosa en la col·lecció Barberini (Biblioteca Vaticana, cod. Barberini lat. 2154). Aquest exemplar va ser copiat amb molta cura i supervisat per l'erudit Nicolas-Claude Fabri de Peiresc, a partir d'una còpia carolíngia, el Codex Luxemburgensis, que es va perdre poc després, al segle xvii.
Peiresc, per a fer la seva còpia del 1620, va demanar en préstec de llarga durada el Codex Luxemburgensis per a poder fer una còpia més detallada. Després de la mort de Peiresc, el 1637 l'original va desaparèixer. Però quan el Codex Luxemburgensis va arribar per primera vegada a Peiresc, ja li faltaven alguns folis, que sí que estaven en còpies anteriors a la seva. La teoria proposada per l'historiador suec Carl Nordenfalk que el Codex Luxemburgensis que va fer servir Peiresc era en realitat el calendari original fet en temps de l'imperi romà, no ha estat acceptada per la resta d'historiadors. El mateix Peiresc creia que el Luxemburgensis tenia uns set-cents o vuit-cents anys i, maalgrat que Jean Mabillon, considerat el creador de la paleografia, encara no havia publicat la seva obra De re diplomatica (1681), la majoria d'estudiosos d'aquest tema opinen com Meyer Schapiro que cal donar per vàlida l'estimació que va fer Peiresc sobre l'antiguitat del document. (Per a consultar la llista completa de còpies manuscrites vegeu l'apartat d'enllaços externs)
Es conserven algunes còpies parcials o adaptacions del període carolingi i del Renaixement. Botticelli va fer servir de model una de les imatges que surten al cronògraf per a fer un dibuix adaptat de Trebeta, el llegendari fundador de la ciutat de Trèveris, agafant un bàrbar pels cabells, pintura coneguda com a "Pal·las i el Centaure".

## Dedicatòria
A la portada de la Cronografia hi ha quatre dedicatòries adreçades a un ciutadà romà anomenat Valentinus, i es creu que devia ser qui va encarregar aquesta obra.

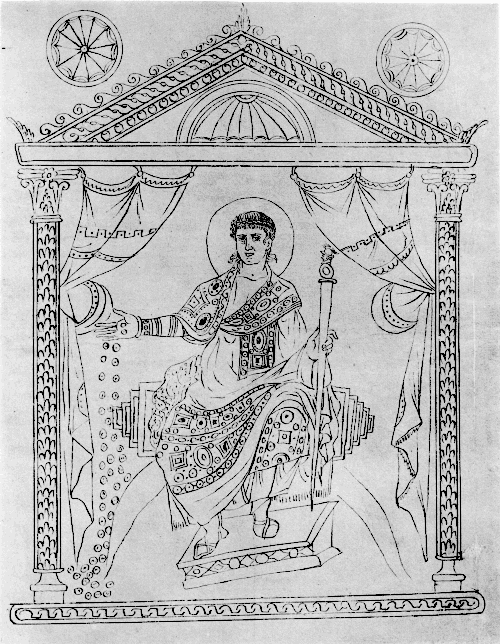
Retrat de Constantí II, procedent de la 7a part del manuscrit Barberini

## Les il·lustracions
Algunes de les imatges que apareixen a la Cronografia del 354 han estat identificades en altres llocs que devien ser els models que va fer servir l'autor per a les il·lustracions. Per exemple els models poden ser: una figura de metall, una pintura mural o el treball també pot estar inspirat en un mosaic dels que es feien servir per a decorar les cases. L'original, del temps de l'Imperi Romà probablement tindria les imatges en color.

## L'autor
Furius Dionysius Filocalus és el nom que surt a la portada de la Cronografia. Era l'escriba de més renom al seu temps (s.IV) i a més era cristià. També se li atribueix la creació de l'alfabet en majúscules, una obra per encàrrec del papa Damas I i va preparar l'Epigrammata Damasiana.

## Contingut
La Cronografia de 354, com tots els calendaris romans, és més un almanac que un calendari pròpiament dit. Inclou diversos textos i llistat, amb dibuixos que són al·legories dels mesos. Conté, a més, el Catàleg Liberià, un llistat de papes des de sant Pere fins a Liberi I. Se'n conserven onze miniatures conegudes amb el nom de "Calendari de Filocaus", que són còpies del mateix cronògraf. Entre altres informacions, és conegut per ser el primer calendari on consta el Nadal com una celebració establerta i per tenir les dates de les competicions esportives o "jocs romans" i el nombre de curses de carros que se celebraven per any.
El calendari té la barreja de festes pròpia d'una etapa de transició entre les tradicions paganes i l'incipient cristianisme.
La següent taula explica el contingut de cadascuna de les parts en què està dividit i el nombre de miniatures que apareixen en el manuscrit de la col·lecció Barberini i en altres manuscrits:
| Part | Contingut                                                                                  | Miniatures en B. | Miniatures en altres |
| ---- | ------------------------------------------------------------------------------------------ | ---------------- | -------------------- |
| 1    | Pàgina amb el títol i la dedicatòria                                                       | 1                | 1                    |
| 2    | Imatges de la personificació de les ciutats de Roma, Alexandria, Constantinoble i Trèveris | 4                | 4                    |
| 3    | Imatges dels emperadors i les dates de naixement dels Cèsars                               | 2                | 2                    |
| 4    | Imatges dels set planetes amb el nom de les hores.                                         | 4                | 0                    |
| 5    | Els símbols del Zodíac                                                                     | 0                | 4                    |
| 6    | El calendari Filocalià.                                                                    | 7                | 12                   |
| 7    | Retrats dels emperadors consulars                                                          | 2                | 0                    |
| 8    | LLista de les celebracions (fasti) dels cònsols fins a l'any 354                           | 0                | 0                    |
| 9    | Dates de la celebració de la Pasqua entre l'any 312 i el 411                               | 0                | 0                    |
| 10   | Llista dels prefectes de la ciutat de Roma entre l'any 254 i el 354                        | 0                | 0                    |
| 11   | Llista de papes des de l'any 255 fins al 352                                               | 0                | 0                    |
| 12   | Llista de màrtirs                                                                          | 0                | 0                    |
| 13   | Els bisbes de Roma o Catàleg Liberià                                                       | 0                | 0                    |
| 14   | Les 14 regions o districtes de la ciutat                                                   | 0                | 0                    |
| 15   | Cròniques de la Biblia                                                                     | 0                | 0                    |
| 16   | Cròniques de la ciutat de Roma: Un llistat de governants amb unes breus ressenyes          | 0                | 0                    |